# Francis Irwin
Francis Xavier Irwin (ur. 9 stycznia 1934 w Medford, Massachusetts, zm. 30 października 2019 w Dennis) – amerykański duchowny katolicki, biskup pomocniczy Bostonu w latach 1996-2009.

## Życiorys
Święcenia kapłańskie otrzymał 2 lutego 1960 z rąk kard. Richarda Cushinga i inkardynowany został do archidiecezji bostońskiej.
24 lipca 1996 papież Jan Paweł II mianował go biskupem pomocniczym Bostonu ze stolicą tytularną Ubaza. Sakrę otrzymał z rąk ówczesnego metropolity kard. Bernarda Law. Na emeryturę przeszedł 20 października 2009.